# Aliança do Tocantins
Aliança do Tocantins es un municipio brasileño del Estado de Tocantins. 
Su población estimada en 2004 era de 6366 habitantes, pero en 2009 descendió a 5822 habitantes. Está ubicado a 333 m s. n. m.
Está integrado en la Mesorregión Occidental de Tocantins, perteneciendo a la Microrregión de Gurupí y linda con los municipios de Crixás do Tocantins, Dueré, Gurupi y Brejinho de Nazaré.